# JUS-TUS
『JUS-TUS』（ジャス・タス）は、1985年に発売されたSHŌGUNのアルバム。

## 概要
オリジナルメンバーの1人であるケーシー・ランキンが新たにメンバーを集めて制作したアルバム。1997年発売の『NEW ALBUM』が4作目とされたため、それ以降は番外編という位置づけになっている。制作はロンドンで行われた。

## 収録曲
| 全作詞・作曲: Casey Rankin、全編曲: THE "GA-GA" Brothers。 |                            |              |              |
| #                                                          | タイトル                   | 作詞         | 作曲・編曲   |
| 1.                                                         | 「WALK ON」                | Casey Rankin | Casey Rankin |
| 2.                                                         | 「THE YEAR OF THE DRAGON」 | Casey Rankin | Casey Rankin |
| 3.                                                         | 「GIMME A REASON」         | Casey Rankin | Casey Rankin |
| 4.                                                         | 「WHO IS YOUR LOVE」       | Casey Rankin | Casey Rankin |
| 5.                                                         | 「DRIFTIN' ON THE WATER」  | Casey Rankin | Casey Rankin |

| 全作詞・作曲: Casey Rankin、全編曲: THE "GA-GA" Brothers。 |                                |              |              |
| #                                                          | タイトル                       | 作詞         | 作曲・編曲   |
| 6.                                                         | 「I MUST'VE BEEN BLIND」       | Casey Rankin | Casey Rankin |
| 7.                                                         | 「SET ME ON FIRE」             | Casey Rankin | Casey Rankin |
| 8.                                                         | 「BABY COME ON」               | Casey Rankin | Casey Rankin |
| 9.                                                         | 「NOTHING MORE, NOTHING LESS」 | Casey Rankin | Casey Rankin |

## ゲスト・ミュージシャン
- リック・ウェイクマン（シンセサイザー）
- クリス・ホワイト（アルトサックス、テナーサックス）
- クレアー・ハミル（コーラス）
- ゴードン・ネヴィル（コーラス）
- リンゼイ・ブリッジウォーター（オルガン）
- シミオン・カルロス（パーカッション）
- 奥慶一（ピアノ、シンセサイザー）